# Турбогенератор
Турбогенератор — синхронный генератор, присоединенный к паровой или газовой турбине. В случае присоединения генератора к гидротурбине он именуется гидрогенератором. Совокупность паровой либо газовой турбины и турбогенератора именуется турбоагрегатом, гидротурбины и гидрогенератора — гидроагрегатом.
Основная функция в преобразовании внутренней энергии рабочего тела в электрическую посредством вращения паровой или газовой турбины. Скорость вращения ротора определяется параметрами используемого генератора, от десятков тысяч оборотов в минуту (для синхронных генераторов с возбуждением от постоянных магнитов) до 3000, 1500 об/мин (у синхронных генераторов с возбуждением обмоток ротора). Механическая энергия от турбины преобразуется в электрическую посредством вращающегося магнитного поля ротора в статоре. Вращение поля ротора, которое создается либо установленными на ротор постоянными магнитами, либо током постоянного напряжения, протекающего в обмотке ротора, приводит к возникновению трёхфазного переменного напряжения и тока в обмотках статора. Напряжение и ток на статоре тем больше, чем сильнее поле ротора, то есть больше ток протекающий в обмотках ротора. У синхронных генераторов с внешним возбуждением напряжение и ток в обмотках ротора создает тиристорная система возбуждения или возбудитель — небольшой генератор на валу основного генератора. В составе турбогенераторов применяются генераторы, имеющие ротор, установленный на двух подшипниках скольжения, в упрощенном виде напоминает увеличенный генератор легкового автомобиля. Выпускаются 2-х полюсные (3000 об/мин), 4-х полюсные (1500 об/мин как на Балаковской АЭС), и многополюсные машины, в зависимости от мест эксплуатации и технологических требований. Для охлаждения таких генераторов используются следующие способы охлаждения обмоток: жидкостное через рубашку статора; жидкостное с непосредственным охлаждением обмоток; воздушное; водородное (чаще применяются на АЭС).

## История
Один из основателей компании «ABB» Чарльз Браун построил первый турбогенератор в 1901 году. Это был 6-типолюсный генератор мощностью 100 кВА.
Появление во второй половине XIX века мощных паровых турбин привело к тому, что потребовались высокоскоростные турбогенераторы. Первое поколение этих машин имело стационарную магнитную систему и вращающуюся обмотку. Но данная конструкция имеет целый ряд ограничений, одно из них — небольшая мощность. Кроме этого, ротор явнополюсного генератора не способен выдерживать большие центробежные усилия.
Основным вкладом Чарльза Брауна в создание турбогенератора было изобретение ротора, в котором его обмотка (обмотка возбуждения) укладывается в пазы, которые получаются в результате механической обработки поковки. Вторым вкладом Чарльза Брауна в создание турбогенератора была разработка в 1898 году ламинированного цилиндрического ротора. И, в конечном итоге, в 1901 году он построил первый турбогенератор. Данная конструкция используется в производстве турбогенераторов по сей день.

## Типы турбогенераторов
В зависимости от системы охлаждения турбогенераторы подразделяются на несколько типов: с воздушным, масляным, водородным и водяным охлаждением. Также существуют комбинированные типы, например, генераторы с водородно-водяным охлаждением.
Также существуют специальные турбогенераторы, к примеру, локомотивные, служащие для питания цепей освещения и радиостанции паровоза. В авиации турбогенераторы служат дополнительными бортовыми источниками электроэнергии. Например, турбогенератор ТГ-60 работает на отбираемом от компрессора авиадвигателя сжатом воздухе, обеспечивая привод генератора трёхфазного переменного тока 208 вольт, 400 герц, номинальной мощностью 60 кВ*А.
Также были разработаны сверхмощные турбогенераторы КГТ-20 и КГТ-1000 на основе сверхпроводимости , .

## Конструкция турбогенератора
Генератор состоит из двух ключевых компонентов — статора и ротора. Но каждый из них содержит большое число систем и элементов. Ротор — вращающийся компонент генератора и на него воздействуют динамические механические нагрузки, а также электромагнитные и термические. Статор — стационарный компонент турбогенератора, но он также подвержен воздействию существенных динамических нагрузок — вибрационных и крутящих, а также электромагнитных, термических и высоковольтных.

## Возбуждение ротора генератора
Первоначальный (возбуждающий) постоянный ток ротора генератора подается на него с возбудителя генератора. Обычно возбудитель соосно соединён упругой муфтой с валом генератора и является продолжением системы турбина-генератор-возбудитель. На крупных электрических станциях предусмотрено и резервное возбуждение ротора генератора. Такое возбуждение происходит от отдельно стоящего возбудителя. Такие возбудители постоянного тока приводятся в действие своим электродвигателем переменного трехфазного тока и включены как резерв в схему сразу нескольких турбоустановок. С возбудителя постоянный ток подается в ротор генератора посредством скользящего контакта через щётки и контактные кольца. Современные турбогенераторы используют тиристорные системы самовозбуждения.